# لوته أنكر
لوته أنكر (بالدنماركية: Lotte Anker)‏ هي عازفة ساكسفون وملحنة دنماركية، ولدت في 1958 في كوبنهاغن في الدنمارك.

## وصلات خارجية
- لوته أنكر على موقع ميوزك برينز (الإنجليزية)
- لوته أنكر على موقع ديسكوغز (الإنجليزية)